# 向井裕紀弘
向井 裕紀弘
（むかい ゆきひろ、1980年4月24日 - ）は、日本の陸上競技選手。元競輪選手。
専門は400m。実業団在籍中に2004年アテネオリンピック日本代表。陸上競技を引退後は競輪選手としてプロスポーツに転身、2019年に競輪を引退し、現在は高校で教鞭を取る傍ら陸上競技部の指導を行っている。

## 陸上競技歴
愛媛県今治市出身。
愛媛県今治市立南中学校に入学し本格的に陸上競技を始め、全国中学陸上競技大会に出場。
愛媛県立新居浜東高等学校へ進学してから３年間インターハイ及び国体出場。ジュニアオリンピック２位、ジュニア選手権４位。
高校卒業後、日本大学経済学部に進学、2年生時に関東インカレへ4×400mリレー種目に２走で出場し優勝。その時のタイムは現在も日本学生記録。4年生時には関東インカレ優勝、その後の日本選手権で2位となり初めて日本代表に選ばれアジア選手権に出場。大学卒業後は西濃運輸株式会社に入社し、同社の陸上競技部で1年目の静岡国体3位になりオリンピック参加標準記録を突破し、2年目で日本選手権4位、南部忠平記念陸上大会にて2位になりアテネオリンピック日本代表に選出される。
西濃運輸陸上部の廃部に伴ない同社を退社、退社後は岐阜県イベントスポーツ振興事業団に在籍し陸上競技の指導を行いながら北京オリンピックを目指し、2006年兵庫国体の成年400mで優勝しドーハアジア大会に出場するも2008年に五輪代表に内定する事なく陸上競技を引退。

## 競輪競技歴
陸上競技を引退した後、山口富生（68期）に師事し、2008年の秋に日本競輪学校を適性試験で受験し合格。同校第98期生としてA級3班で2011年1月にデビュー。
通算727回出走、A級チャレンジ戦で優勝5回、1着70回、2着89回、3着116回、着外443回、棄権7回、失格2回の成績で2019年4月に引退。

## 現役引退後
2019年5月より岐阜県の富田高等学校で非常勤講師を2年間務め、2021年より愛媛県の聖カタリナ学園高等学校で地歴公民の教鞭を取りながら陸上競技部の指導にあたっている。